# At the sound of the bell
At the sound of the bell is het tweede studioalbum van Pavlov's Dog. De band kende al twee afvallers; Siegfried Carver en Mike Safron. Opnieuw gaven Krugman en Pearlman leiding aan de opnamen, ditmaal in de Record Plant Studio (New York). Het gemis aan een drummer werd opgevangen door Bill Bruford in te huren. Dat de band enige bekendheid genoot blijkt uit de gastmusici Brecker en MacKay (Roxy Music).

## Musici
- David Surkamp – zang, gitaar
- Doug Rayburn – mellotron, basgitaar, percussie
- Stephen Scorfina – gitaar
- David Hamilton – toetsinstrumenten
- Richard Stockton – basgitaar
- Thomas Nickeson – akoestische gitaar en achtergrondzang

Met
- Bill Bruford – slagwerk
- Mike Abene – orgel
- Michael Brecker – saxofoon
- George Gerich – orgel
- Andy MacKay – saxofoon
- Les Nicol – gitaar
- Gavin Wright – viool
- Paul Prestopino – mandoline
- Elliot Randall - gitaar
- High Wycombe Jongenskoor
- Mountain Fjord Orchestra

## Muziek
De muziek werd aan de gehele groep toegewezen, maar het album vermeldde elders de specifieke componisten. 

| Nr. | Titel                                            | Duur |
| --- | ------------------------------------------------ | ---- |
| 1.  | She came shining (Surkamp, Rayburn)              | 4:18 |
| 2.  | Standing here with you (Megan’s song) (Surkamp)  | 3:51 |
| 3.  | Mersey (Surkamp, Scorfina)                       | 3:05 |
| 4.  | Valkerie (Surkamp)                               | 5:23 |
| 5.  | Try to hang on (Surkamp)                         | 2:08 |
| 6.  | Gold nuggets (Surkamp)                           | 3:27 |
| 7.  | She breaks like a morning sky (Surkamp, Rayburn) | 2:27 |
| 8.  | Early morning on (Surkamp, Rayburn)              | 3:11 |
| 9.  | Did you see him cry (Surkamp, Rayburn)           | 5:38 |